# Israel Sheinfeld
Israel Sheinfeld, en hébreu : ישראל שיינפלד, né le 1er juillet 1976, à Ramat Gan, en Israël, est un ancien joueur israélien de basket-ball. Il évolue durant sa carrière au poste de pivot.